# Мозжухин, Сергей
Сергей Мозжухин (эст. Sergei Mozžuhhin; 1 августа 1966, Таллин) — советский и эстонский футболист, полузащитник.

## Биография
Воспитанник футбольной школы Калининского района г. Таллина. В 1980 году со своей командой стал победителем республиканского детского турнира по мини-футболу. Во взрослом футболе дебютировал в 1983 году в клубе второй лиги СССР «ШВСМ» (Таллин), за два сезона сыграл 10 матчей и забил один гол. Затем до распада СССР выступал на уровне чемпионата Эстонской ССР среди КФК, в том числе за таллинские «Динамо» и ТФМК. В сезоне 1990/91 принял участие в чемпионате СССР по мини-футболу в составе «Маяка» (Таллин).
В первых сезонах независимого чемпионата Эстонии играл за таллинский «Вигри», позже переименованный в «Тевалте». В ходе сезона 1993/94 перешёл в состав новичка высшей лиги «Таллинна Садам». Всего в высшей лиге Эстонии сыграл 32 матча и забил 6 голов.
С 1994 года до конца карьеры играл за клубы низших лиг Эстонии. В осеннем сезоне 1998 года стал победителем первой лиги в составе «Левадии» (Маарду).